# Chika Chukwumerije
Chika Yagazie Chukwumerije (né le 30 décembre 1983 à Lagos) est un taekwondoïste nigérian. Il participé à trois éditions des Jeux olympiques en 2004, 2008 et 2012 et a remporté une médaille de bronze à Pékin en 2008.

## Palmarès
- Jeux olympiques
  -  Médaille de bronze dans la catégorie des plus de 80 kg en 2008 à Pékin
- Championnats d'Afrique
  -  Médaille de bronze dans la catégorie des plus de 84 kg en 2003 à Abuja
  -  Médaille de bronze dans la catégorie des plus de 87 kg en 2014 à Tunis
- Jeux africains
  -  Médaille d'or dans la catégorie des plus de 84 kg en 2007 à Alger
  -  Médaille d'argent dans la catégorie des plus de 87 kg en 2011 à Maputo
  -  Médaille de bronze dans la catégorie des plus de 84 kg en 2003 à Abuja